# Sågtjärnen (Stora Skedvi socken, Dalarna)
Sågtjärnen är en sjö i Säters kommun i Dalarna och ingår i Dalälvens huvudavrinningsområde.